# 倍速
「倍速」（ばいそく）は、藤子・F・不二雄（発表時は藤子不二雄名義）の短編作品。双葉社『漫画アクション』1982年6月5日増刊号に掲載。単行本では『藤子・F・不二雄 SF短編PERFECT版』第7集に収録されている。

## 概要
倍速時計に関する物語。使用者が周囲の何倍もの早さで活動できるという道具である。速度を制するものが状況を制する、という流れで話が進んでいく。オチは大人向け漫画らしい、やや切なく情けないもの。

## 登場人物
倉札速雄（くらふだ はやお）
本編の主人公。動作が鈍く、あだ名は「暗豚」。倍速時計を持つ前は好きな女をものに出来ない、ヤクザに袋だたきにされるなど散々な人生だったが時計を手にしてからは隙の無い素早さで人生を素早く駆け抜けていく。
魔土災炎（まど さいえん）
「倍速時計」を主人公に手渡す場面のみ登場。壊れた倍速時計を彼に手渡した。『パーマン』や「換身」にも登場している。

## 備考
魔土災炎が「倍速時計」を差し出す手はドラえもんの手になっている。これを見た当時のチーフアシスタントは、スタッフに「誰がいたずらでこれを描いたのか」と問いただしたところ、藤子・F・不二雄本人が恐る恐る手を挙げたという。